# پارک سو-گئون
پارک سو-گئون (کره‌ای: 박수근; هانجا: 朴壽根 ; یا پارک سو-کئون Park Soo-keun؛ یا پارک شو-کئون ۲۱ فوریه ۱۹۱۴–۶ مه ۱۹۶۵) یک نقاش اهل کره جنوبی بود که به خاطر به تصویر کشیدن زندگی روزمره در روستاهای کره شهرت دارد. او یکی از معدود هنرمندان کره ای فعال در دوران استعمار و پس از جنگ بود که تحصیلات رسمی هنری نداشت. پارک سو گئون به عنوان یک هنرمند خودآموخته، با استفاده از سطوح بافت‌دار، اشکال هندسی، خطوط پررنگ و رنگ‌های خاموش، سبک نقاشی منحصر به فردی را فرموله کرد.